# Дихлорид-дисульфид триртути
Дихлорид-дисульфид триртути — неорганическое соединение,
смешанная соль сульфид и хлорид ртути
с формулой Hg3S2Cl2,
бесцветные кристаллы.

## Получение
- В природе встречается минерал кордероит — Hg3S2Cl2 [1].

- Нагревание смеси сульфида ртути(II) и хлорида ртути(II) в присутствии небольшого количества соляной кислоты:

{\displaystyle {\mathsf {2HgS+HgCl_{2}\ {\xrightarrow {200-210^{o}C}}\ Hg_{3}S_{2}Cl_{2}}}}

## Физические свойства
Дихлорид-дисульфид триртути образует кристаллы нескольких модификаций:
- низкотемпературная модификация — кубическая сингония, пространственная группа I 213, параметры ячейки a = 0,894 нм, Z = 4;
- высокотемпературная модификация — кубическая сингония, параметры ячейки a = 1,793 нм, Z = 32;
- тригональная сингония, пространственная группа R 3, параметры ячейки a = 1,2654 нм, c = 0,7753 нм, Z = 6 [2].